# Kalinka Zakariás
Kalinka Zakariás (Rózsahegy, 1629 – Kasza (Kosoc), 1656. március 12.) ágostai evangélikus lelkész.

## Élete
Kalinka Joakim és Corvini Zsuzsánna fia, rózsahegyi (Liptóm.) származású. Miután tanulmányait szülőhelyén, majd Csepregen, Pozsonyban, Körmöcbányán, Tótprónán és Lőcsén elvégezte, 1649. szeptember 1-én a wittenbergi egyetemre iratkozott be, ahol három évet töltött és magisteri rangot nyert. Hazájába visszatérve, Privigyén volt iskolaigazgató. Apja őt 27 éves korában pappá fölszentelte. Onnét 1653 végén Kaszára ment lelkésznek, ahol 1656. március 12-én meghalt.
Latin verseket írt a Propemtica... Wittenbergae, 1651 és Applausus ... Uo. 1652. c. művekbe.

## Munkái
- Disputationum Antipapisticarum Secunda de Natura et Constitutione Papismi. Praeside Johanne Meisnero ... Respondente. Wittenberg, 1651.
- Statua Minervalis Qua Prividiensem Populum Ad Exercitia I. Memoriae & Eloquentiae II. Disputationis Publicae III. Lusus Apollinis qvem ludent Nitriades Musae in Lyceo Prividiensi. Publice audienda Honorificé officiosé, peramanter invitat. (Trencsin, 1652.)
- Lucidissimi Specilli. Perspectivo Lutheranorum Obtuso Quod Monachus Bonaventura Hocquardus Fabricavit: Disputatio Prima ex Articulo Primo De Nomine Evangelici & Unione Sanctae Matris Ecclesiae Catholicae & Apostolicae: Opposita a M. Zacharia Kalinkio ... Respondente Johanne Müllero Weterosoliensi Trenchinii Anno 1642.
- Lucidissimi Specilli. Perspectivo Lutheranorum Obtuso. Qvod Monachvs Bonaventvra Hocqvardus fabricavit: Dispvtatio Secunda ex Articulo Secundo de Jvstificatione una Thesium decade opposita á M. Zacharia Kalinkio .. Respondente Matthia Mescho Arven. Trenchinii Anno 1653.
- Ludicissimi Specilli. Perspectivo Lutheranorum Obtvso. Qvod Monachus Bonaventura Hocquardus fabricavit. Disputatio Tertia. Ex Artic. Tertio, Octavo, & Nono. De Nvmero Sacramentorum De Confessione Et Satisfactione Opposita. Á M. Zacharia Kalinkio .. Respondente Johanne Regis Arven. Trenchinii Anno 1653.
- Ludicissimi Specilli Perspectivo Lutheranorum Obtuso Quod Monachvs Bonaventura Hocqvardus fabricavit. Disputatio Qvarta Ex Articulo Qvarto, Quinto, Sexto, Septimo, Decimo. De Transsvbstatiatione, De Reali Praesentia, Corporis & sangvinis Domini, in Usu Sacramenti & extra Usum, de Communione sub una Specie & Effectu, Opposita á M. Zacharia Kalinkio ... Respondente, Johanne Habermanno...Trenchinii, Anno 1654.